# Greenstone (rivière)
La rivière Greenstone (en anglais : Greenstone River) est un cours d’eau de la région d’Otago dans l’Île du Sud de la Nouvelle-Zélande.

## Géographie
Elle prend naissance comme la branche dite « McKellar Branch » dans la chaîne des monts Ailsa et au niveau du col de Pass Burn dans la chaîne de Thomson Mountains, et rejoint la rivière Caples pour s’écouler dans la partie supérieure du lac Wakatipu.
Elle fut probablement nommée ainsi à cause des pierres vertes, greenstone ou punamu, qui furent trouvées dans le secteur.
Le chemin de randonnée nommé Greenstone Track (en) suit le trajet de la rivière au nord, le long de la branche de ‘McKellar‘ vers le lac McKellar, rejoignant le chemin de randonnée Hollyford Track (en).
Un autre chemin de randonnée suit le col de « Pass Burn » et rejoint le bras nord des lacs Mavora.